# Begonia retusa
Espèce
Begonia retusa est une espèce de plantes de la famille des Begoniaceae.
L'espèce fait partie de la section Begonia.
Elle a été décrite en 1911 par Otto Eugen Schulz (1874-1936).

## Répartition géographique
Cette espèce est originaire des pays suivants : Guadeloupe ; Montserrat ; Antilles Néerlandaises ; St. Kitts and Nevis.